# Canton de Brignoles
Le canton de Brignoles est une circonscription électorale française située dans le département du Var et la région Provence-Alpes-Côte d'Azur.

## Géographie
Ce canton est organisé autour de Brignoles dans l'arrondissement homonyme, à l'exception de la commune de Saint-Antonin-du-Var situé dans l'arrondissement de Draguignan. Son altitude varie de 95 mètres (Saint-Antonin-du-Var) à 827 mètres (La Celle) pour une altitude moyenne de 248 mètres.

## Histoire
À la suite du redécoupage cantonal de 2014, les limites territoriales du canton sont remaniées. Le nombre de communes du canton passe de 6 à 12.

## Représentation

### Conseillers d'arrondissement (de 1833 à 1940)
Le canton de Brignoles avait deux conseillers d'arrondissement.
| Période                                  | Période          | Identité                                             | Étiquette     | Qualité |
| ---------------------------------------- | ---------------- | ---------------------------------------------------- | ------------- | --- |
| 1833                                     | 1837 (décès)     | Louis-Antoine Serrin (1774-1837)                     |               | Sous-Préfet en retraite, maire de Brignoles                                                                                       |
| 1833                                     | 1839             | Jean-Joseph-Polyeucte Melan                          |               | Président du Tribunal civil de Brignoles                                                                                          |
| 1837                                     | 1842             | Jacques-Louis-Auguste-Frédéric Mouttet (1808-1884)   |               | Avocat à Brignoles |
| 1840                                     | 1848             | Honoré Clavier                                       |               | Notaire à Brignoles |
| 1842                                     | 1845             | Jean-Baptiste-Augustin Granier                       |               | Avocat à Brignoles |
| 1845                                     | 1848             | Laurent-Justin Lieutard (1809-1879)                  |               | Avoué, maire de Brignoles |
| 1848                                     | 1852             | Jean-Charles-Joseph Dauget (1800-1883)               |               | Propriétaire à Brignoles |
| 1848                                     | 1852             | Toussaint Roubaud (1800-1856)                        |               | Propriétaire à Brignoles |
| 1852                                     | 1864             | Antoine-Joachim Maurin (1805-1879)                   |               | Notaire, maire de Brignoles |
| 1852                                     | 1864             | Pierre-Jean-Baptiste Piffard (1808-1869)             |               | Docteur en médecine à Marseille, ancien notaire à Brignoles                                                                       |
| 1864                                     | 1870             | Joseph-Marius-Paul Blachas (1810-1883)               |               | Fabricant tanneur, Président du Tribunal de commerce et adjoint au maire de Brignoles                                             |
| 1864                                     | 1870             | Louis-Marius Bagarry                                 | Droite        | Avocat à Brignoles |
| 1870                                     | 1871             | Léon Brunache (1817-1873)                            |               | Docteur en médecine, maire du Val                                                                                                 |
| 1871                                     | 1874             | Timoléon Amiel                                       |               | Propriétaire, maire du Val |
| 1871                                     | 1875             | Louis Castellan (1821-1883)                          |               | Négociant en vins, maire de Tourves                                                                                               |
| 1875                                     | 1878             | Pascal-Brignoles-Mathieu Gassier (1810-1878)         |               | Imprimeur à Brignoles |
| 1874                                     | 1880             | Maximin-Charles Ducros                               |               | Négociant, maire de Brignoles |
| 1878                                     | 1880             | Alphonse-Jean-Marie Magon-Barbaroux                  |               | Sous-Préfet démissionnaire, publiciste à Marseille                                                                                |
| 1880                                     | 1884 (démission) | Julien-Joseph-Paul Chrestian                         |               | Licencié en droit, publiciste, conseiller de préfecture du Var démissionnaire, juge au Tribunal de première instance de Brignoles |
| 1884                                     | 1886             | Timoléon Amiel                                       |               | Propriétaire, maire du Val |
| 1880                                     | 1886             | Sicaire Amblard (1848-1892)                          | Républicain   | Négociant, maire de Brignoles |
| 1886                                     | 1892             | Justin-Marie-Félix Garnier                           |               | Sous-lieutenant aux zouaves pontificaux et volontaires de l'Ouest en 1870, propriétaire à Brignoles, maire du Val                 |
| 1892                                     | 1895 (décès)     | Désiré Guillen                                       |               | Maire de Vins, Président du Conseil d'arrondissement                                                                              |
| 1892                                     | 1895             | Sévère Bouis                                         |               | Marchand tailleur, adjoint au maire de Tourves                                                                                    |
| 1895                                     | 1901             | Charles Albert                                       | Républicain   | Industriel (fabricant tanneur), maire du Val                                                                                      |
| 1895                                     | 1907             | Henri Gilly                                          | Républicain   | Fabricant de chapeaux à Camps-lès-Brignoles                                                                                       |
| 1901                                     | 1913             | Marcellin Marin (1856-1929)                          | Rad. puis PRS | Maréchal-ferrant puis receveur-buraliste, maire de Camps-lès-Brignoles                                                            |
| 1907                                     | 1913             | Jean-Baptiste Menut, dit Lou Panthalaire (1854-1934) | Rad.          | Viticulteur, adjoint au maire de Tourves Félibre de la Maintenance de Provence                                                    |
| 1913                                     | 1925             | Louis Roche                                          |               | Tanneur à Brignoles |
| 1913                                     | 1919             | Fernand Delmas                                       |               | Avocat, maire de Brignoles |
| 1919                                     | 1925             | Étienne Blanc                                        |               | Négociant au Val |
| 1925                                     | 1931             | Marius Augier                                        | SFIO          | Cultivateur, maire de Tourves (1919-1935)                                                                                         |
| 1927                                     | 1937             | Paul Paulin                                          | Soc.ind.      | Propriétaire, conseiller municipal de Camps                                                                                       |
| 1937                                     | 1940             | André Baudisson (1895-1973)                          | SFIO          | Chauffeur puis mécanicien, conseiller municipal de Brignoles                                                                      |
| 1937                                     | 1940             | François Brun (1882-1960)                            | SFIO          | Président de la coopérative viticole de Brignoles                                                                                 |
| 1940                                     |                  |                                                      |               | Les conseils d'arrondissement ont été suspendus par la loi du 12 octobre 1940 et n'ont jamais été réactivés                       |
| Les données manquantes sont à compléter. |                  |                                                      |               | |

### Conseillers généraux de 1833 à 2015
| Période | Période           | Identité                                  | Étiquette                 | Qualité                                                                                |
| ------- | ----------------- | ----------------------------------------- | ------------------------- | -------------------------------------------------------------------------------------- |
| 1833    | 1839              | Louis François Amédée Mouttet (1801-1859) |                           | Notaire, propriétaire à Brignoles                                                      |
| 1839    | 1845 (décès)      | Louis Rimbaud                             | Conservateur              | Maire de Brignoles Député (1831-1834)                                                  |
| 1845    | 1848              | Jean-Baptiste Augustin Garnier            |                           | Avocat, substitut du Procureur du Roi, maire de Brignoles                              |
| 1848    | 1852              | Honoré Clavier                            | Républicain               | Notaire à Brignoles, Représentant du peuple (1850-1851)                                |
| 1852    | 1861              | Louis Emilien Clément Bernardy            |                           | Maire de Brignoles                                                                     |
| 1861    | 1870              | Joseph Lieutaud                           |                           | Maire de Brignoles                                                                     |
| 1870    | 1871 (décès)      | Marcel Barbaroux                          | Républicain               | Docteur en médecine à Brignoles Député (1871)                                          |
| 1871    | 1880              | Louis Bagarry                             | Droite                    | Avocat, maire de Brignoles, conseiller d'arrondissement                                |
| 1880    | 1886              | Emile Rossollin                           | Républicain               | Fabricant-tanneur à Brignoles                                                          |
| 1886    | 1892              | Louis Bagarry                             | Droite                    | Avocat à Brignoles                                                                     |
| 1892    | 1898              | Louis-François Sauve                      | Républicain               | Négociant à Brignoles                                                                  |
| 1898    | 1919              | Charles Albert                            | Rad.                      | Fabricant-tanneur Maire du Val (1894-1919) Président du Conseil Général                |
| 1919    | 1928              | Alix Barbarroux (1868-1950)               | SFIO puis PRS indépendant | Négociant, maire de Brignoles (1919-1925)                                              |
| 1928    | 1931 (décès)      | Louis Roche                               |                           | Voyageur de commerce, maire de Brignoles                                               |
| 1931    | 1934              | Félix Bourgues                            | PRS                       | Maire de Brignoles                                                                     |
| 1934    | 1940              | Charles Gaou                              | PC-SFIC                   | Boulanger puis artisan charron Conseiller municipal de Brignoles Député (1936-1940)    |
|         |                   |                                           |                           |                                                                                        |
| 1943    | 1945              | Paul Blanc                                |                           | Maire de Brignoles Nommé conseiller départemental en 1943                              |
|         |                   |                                           |                           |                                                                                        |
| 1945    | 1979              | Jean Marcel (1906-1980)                   | SFIO puis PS              | Courtier en vins puis garagiste puis agent d'assurances Maire de Brignoles (1945-1977) |
| 1979    | 1998              | Jacques Cestor                            | UDF-PR                    | Professeur de physique-chimie Maire de Brignoles (1980-1995)                           |
| 1998    | 2011              | Claude Gilardo                            | PCF                       | Agent technique EDF retraité Maire de Brignoles (2008-2014)                            |
| 2011    | 2012 (annulation) | Jean-Paul Dispard                         | FN                        |                                                                                        |
| 2012    | 2013 (annulation) | Claude Gilardo                            | PCF                       | Agent technique EDF retraité Maire de Brignoles (2008-2014)                            |
| 2013    | 2015              | Laurent Lopez                             | FN                        |                                                                                        |

#### Résultats électoraux

##### Élection partielle de 2013
| Candidat       | Candidat              | Parti                | Premier tour | Premier tour | Second tour | Second tour |
| Candidat       | Candidat              | Parti                | Voix         | %            | Voix        | %           |
| -------------- | --------------------- | -------------------- | ------------ | ------------ | ----------- | ----------- |
|                | Laurent Lopez élu     | FN                   | 2 718        | 40,40        | 5 031       | 53,91       |
|                | Catherine Delzers     | UMP                  | 1 397        | 20,76        | 4 301       | 46,09       |
|                | Laurent Carratala     | FG (PCF) (PS)        | 981          | 14,58        |             |             |
|                | Jean-Paul Dispard     | Extrême droite (PDF) | 612          | 9,10         |             |             |
|                | Magda Igyarto-Arnoult | EÉLV                 | 598          | 8,89         |             |             |
|                | Christian Proust      | Divers droite        | 422          | 6,27         |             |             |
|                |                       |                      |              |              |             |             |
| Inscrits       | Inscrits              | Inscrits             | 20 728       | 100,00       | 20 728      | 100,00      |
| Abstentions    | Abstentions           | Abstentions          | 13 815       | 66,65        | 10 888      | 52,53       |
| Votants        | Votants               | Votants              | 6 913        | 33,35        | 9 840       | 47,47       |
| Blancs et nuls | Blancs et nuls        | Blancs et nuls       | 185          | 2,68         | 508         | 5,16        |
| Exprimés       | Exprimés              | Exprimés             | 6 728        | 97,32        | 9 332       | 94,84       |

À la suite des annulations des élections cantonales de 2011 et 2012, une élection cantonale partielle est organisée pour le canton de Brignoles les 6 et 13 octobre 2013.
Le premier tour est marqué par une très faible participation (33 %). Laurent Lopez, candidat du Front national, arrive en tête avec 2 718 voix (40,4 % des suffrages exprimés) devant la candidate UMP Catherine Delzers avec 1 397 voix (20,8 % des suffrages exprimés). Les deux candidats de gauche, Laurent Carratala pour le PCF (981 voix soit 14,6 % des suffrages) et Magda Igyarto-Arnoult pour EE-LV (598 voix soit 8,9 % des suffrages) sont éliminés, alors que la gauche avait remporté de justesse ce canton en 2012. Jean-Paul Dispard, ancien candidat du FN qui avait remporté l'élection (ensuite annulée) en 2011, exclu et dissident du FN, a pour sa part obtenu 612 voix (soit 9,1 % des suffrages). L'extrême droite réunit ainsi au total plus de 49 % des voix lors de ce premier tour.
Le second tour est marqué lui aussi par un taux de participation faible, bien que supérieur à celui du premier tour (47,47 %). Laurent Lopez s'impose face à Catherine Delzers en réunissant 5 031 voix (soit 53,91 % des suffrages exprimés) tandis que son adversaire UMP obtient 4 301 voix (soit 46,09 % des suffrages). Les 2 926 inscrits supplémentaires qui se sont rendus aux urnes ont majoritairement été captés par Laurent Lopez.
La victoire du candidat FN, malgré le faible enjeu de l'élection et le petit nombre de votants fait l'objet de nombreux commentaires au niveau national, dans un contexte de montée du Front national dans les sondages, provoquant l'inquiétude des partis politiques « classiques » .

### Conseillers départementaux depuis 2015
| Période élective | Période élective | Mandat | Mandat   | Identité            | Nuance | Nuance | Qualité                                                                                                |
| ---------------- | ---------------- | ------ | -------- | ------------------- | ------ | ------ | --- |
| 2015             | 2021             | 2015   | 2021     | Chantal Lassoutanie |        | LR     | Directrice d'établissement scolaire, adjointe au maire de Brignoles 3e Vice-présidente du Département. |
| 2015             | 2021             | 2015   | 2021     | Jean-Pierre Véran   |        | UDI    | Notaire retraité Maire de Cotignac, Président de l'association des Maires du Var                       |
| 2021             | 2028             | 2021   | en cours | Didier Brémond      |        | DVD    | Maire de Brignoles, Président de l'Agglomération Provence Verte                                        |
| 2021             | 2028             | 2021   | en cours | Chantal Lassoutanie |        | LR     | Conseillère sortante                                                                                   |

### Résultats détaillés

#### Élections de mars 2015
À l'issue du 1er tour des élections départementales de 2015, deux binômes sont en ballotage : Claudine Kauffmann et Laurent Lopez (FN, 39,57 %) et Chantal Lassoutanie et Jean Pierre Véran (Union de la Droite, 22,53 %). Le taux de participation est de 51,15 % (14 775 votants sur 28 888 inscrits) contre 49,77 % au niveau départemental et 50,17 % au niveau national.
Au second tour, Chantal Lassoutanie et Jean Pierre Véran (Union de la droite) sont élus avec 52,88 % des suffrages exprimés et un taux de participation de 52,61 % (7 184 voix pour 15 197 votants et 28 888 inscrits), le FN obtenant 6 401 voix soit 47,12 % des suffrages exprimés.

#### Élections de juin 2021
Le premier tour des élections départementales de 2021 est marqué par un très faible taux de participation (33,26 % au niveau national). Dans le canton de Brignoles, ce taux de participation est de 32,9 % (9 962 votants sur 30 282 inscrits) contre 33,03 % au niveau départemental. À l'issue de ce premier tour,  le binôme constitué de Didier Bremond et Chantal Lassoutanie (DVD , 83,92 %), est élu avec 83,92 % des suffrages exprimés.

## Composition

### Composition avant 2015

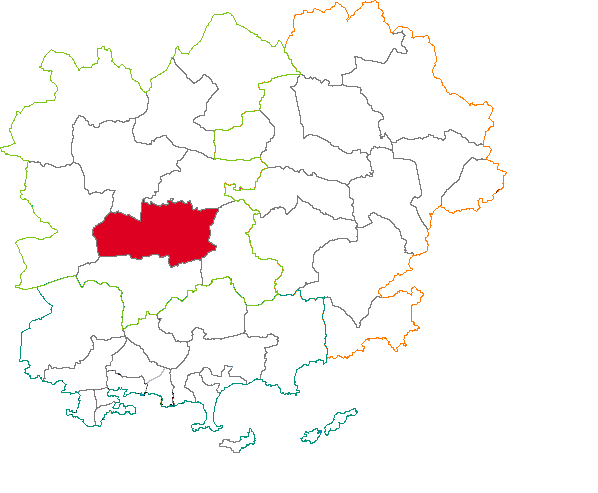
Situation du canton de Brignoles dans le département du Var avant 2015.

Le canton de Brignoles regroupait 6 communes.
| Nom                   | Code Insee | Codepostal | Superficie (km2) | Population (dernière pop. légale) | Densité (hab./km2) |
| --------------------- | ---------- | ---------- | ---------------- | --------------------------------- | ------------------ |
| Brignoles (chef-lieu) | 83023      | 83170      | 70,53            | 16 454 (2012)                     | 233                |
| Camps-la-Source       | 83030      | 83170      | 22,47            | 1 788 (2012)                      | 80                 |
| La Celle              | 83037      | 83170      | 21,00            | 1 353 (2012)                      | 64                 |
| Tourves               | 83140      | 83170      | 65,62            | 4 963 (2012)                      | 76                 |
| Le Val                | 83143      | 83143      | 39,34            | 4 198 (2012)                      | 107                |
| Vins-sur-Caramy       | 83151      | 83170      | 16,30            | 966 (2012)                        | 59                 |

### Composition depuis 2015
Le canton de Brignoles regroupe 12 communes.
| Nom                               | Code Insee | Intercommunalité                          | Superficie (km2) | Population (dernière pop. légale) | Densité (hab./km2) | Modifier                                    |
| --------------------------------- | ---------- | ----------------------------------------- | ---------------- | --------------------------------- | ------------------ | ------------------------------------------- |
| Brignoles (bureau centralisateur) | 83023      | CA de la Provence Verte                   | 70,53            | 17 846 (2022)                     | 253                | modifier les données · modifier les données |
| Carcès                            | 83032      | CA de la Provence Verte                   | 35,76            | 3 407 (2022)                      | 95                 | modifier les données · modifier les données |
| La Celle                          | 83037      | CA de la Provence Verte                   | 21,00            | 1 647 (2022)                      | 78                 | modifier les données · modifier les données |
| Correns                           | 83045      | CA de la Provence Verte                   | 37,06            | 891 (2022)                        | 24                 | modifier les données · modifier les données |
| Cotignac                          | 83046      | CA de la Provence Verte                   | 44,26            | 2 166 (2022)                      | 49                 | modifier les données · modifier les données |
| Entrecasteaux                     | 83051      | CA de la Provence Verte                   | 32,11            | 1 132 (2022)                      | 35                 | modifier les données · modifier les données |
| Montfort-sur-Argens               | 83083      | CA de la Provence Verte                   | 11,92            | 1 464 (2022)                      | 123                | modifier les données · modifier les données |
| Rougiers                          | 83110      | CA de la Provence Verte                   | 20,53            | 1 700 (2022)                      | 83                 | modifier les données · modifier les données |
| Saint-Antonin-du-Var              | 83154      | CA Dracénie Provence Verdon agglomération | 17,64            | 808 (2022)                        | 46                 | modifier les données · modifier les données |
| Tourves                           | 83140      | CA de la Provence Verte                   | 65,62            | 5 220 (2022)                      | 80                 | modifier les données · modifier les données |
| Le Val                            | 83143      | CA de la Provence Verte                   | 39,34            | 4 257 (2022)                      | 108                | modifier les données · modifier les données |
| Vins-sur-Caramy                   | 83151      | CA de la Provence Verte                   | 16,30            | 936 (2022)                        | 57                 | modifier les données · modifier les données |
| Canton de Brignoles               | 8301       |                                           | 412,07           | 41 474 (2022)                     | 101                | modifier les données                        |

## Démographie

### Démographie avant 2015
| 1962   | 1968   | 1975   | 1982   | 1990   | 1999   | 2006   | 2011   | 2012   |
| ------ | ------ | ------ | ------ | ------ | ------ | ------ | ------ | ------ |
| 10 915 | 12 780 | 14 494 | 16 043 | 19 436 | 22 193 | 26 968 | 29 234 | 29 722 |

### Démographie depuis 2015
En 2022, le canton comptait 41 474 habitants, en évolution de +1,96 % par rapport à 2016 (Var : +4,98 %, France hors Mayotte : +2,11 %).
| 2013   | 2018   | 2022   |
| ------ | ------ | ------ |
| 39 200 | 40 545 | 41 474 |